# Nguyễn Vỹ
Nguyễn Vỹ (1912 – 1971) là nhà báo, nhà thơ Việt Nam thời tiền chiến. Các bút hiệu khác của ông là: Tân Phong, Tân Trí, Lệ Chi, Cô Diệu Huyền.
Ông là tác giả hai bài thơ: "Gởi Trương Tửu" và "Sương rơi", từng gây tiếng vang trong nền thơ ca đương thời.

## Tiểu sử
Nguyễn Vỹ sinh tại làng Tân Hội (sau đổi là Tân Phong, năm 1945 lại đổi là Phổ Phong), thị xã Đức Phổ, tỉnh Quảng Ngãi. Cha ông tên Nguyễn Thuyên từng làm quan ở huyện Tuy Phước tỉnh Bình Định, nhưng sau từ chức để chống Pháp. Mẹ ông là bà Trần Thị Luyến.
Ngoài ra, ông có người bác là Nguyễn Tuyên từng bị nhà cầm quyền Pháp đày Côn Đảo, anh họ là Nguyễn Nghiêm, thủ lĩnh phong trào Xô viết Nghệ Tĩnh ở Quảng Ngãi năm 1930, sau bị giết hại tại tỉnh nhà.
Ông từng theo học tại trường Trung học Pháp–Việt ở Quy Nhơn 1924–1927, rồi gián đoạn vì tham gia các cuộc vận động chống thực dân, sau đó ông ra Bắc theo học ban tú tài tại Hà Nội.
Năm 1934, ông xuất bản tập thơ đầu tiên, tên là Tập thơ đầu, gồm hơn 30 bài thơ Việt và thơ Pháp. Thi phẩm này in ra không được nhiều thiện cảm, bị cho là rườm rà, "nhiều chân," và là đối tượng chê bai chính của Lê Ta trên các báo.
Năm 1937, Nguyễn Vỹ sáng lập tờ báo Việt–Pháp lấy tên là Le Cygne, tức "Bạch Nga." Báo này ngoài Nguyễn Vỹ còn có nhà văn nổi tiếng bấy giờ là Trương Tửu cộng tác. Sau do Nguyễn Vỹ có viết nhiều bài viết chỉ trích đường lối cai trị của người Pháp nên tờ báo bị đóng cửa, bị rút giấy phép vĩnh viễn. Còn bản thân ông bị kết tội "phá rối trị an và phá hoại nền an ninh quốc gia," bị tòa án thực dân tuyên phạt 6 tháng tù và 3.000 quan tiền.
Năm 1939, Nguyễn Vỹ mãn tù lúc Pháp thất trận, quân Nhật vào chiếm đóng nước Việt. Nguyễn Vỹ lại tranh đấu chống Nhật, bằng cách soạn và cho xuất bản hai quyển sách chống chế độ quân phiệt Nhật là: Kẻ thù là Nhật-Bản, Cái họa Nhật-Bản.
Lần này, Nguyễn Vỹ lại bị nhà cầm quyền Nhật bắt giam tại ngục Trà Khê (sau này trong tạp chí Phổ thông bộ mới, Nguyễn Vỹ có kể lại những ngày sống trong tù ngục với tựa bài Người tù 69).
Năm 1945, Thế chiến thứ hai chấm dứt, Nguyễn Vỹ ra tù, sáng lập tờ báo Tổ quốc tại Sài Gòn, trong ấy có những bài công kích chính quyền đương thời nên chỉ ít lâu sau, báo này bị đóng cửa.
Sau đấy, Nguyễn Vỹ lại cho ra tờ Dân chủ xuất bản ở Đà Lạt, chống chính sách quân chủ lập hiến của Bảo Đại. Tồn tại chẳng bao lâu, đến lượt tờ báo trên cũng bị đình bản.
Năm 1952, một nhật báo khác cũng do Nguyễn Vỹ chủ trương là tờ Dân ta, sống được một thời gian, cuối cùng cũng bị đóng cửa như các tờ báo trước.
Mãi đến năm 1958, ông đứng ra chủ trương bán nguyệt san Phổ Thông, chú trọng về nghệ thuật và văn học, tạp chí này được kể là có nhiều uy tín đối với làng báo miền Nam. Ngoài ra, ông còn cho ra tuần báo Bông Lúa, tuần báo thiếu nhi Thằng Bờm.
Năm 1956, Nguyễn Vỹ được mời làm cố vấn cho chính quyền thời bấy giờ, nhưng chỉ ít lâu sau ông rút lui. Trong khoảng thời gian này ông được phép tái bản nhật báo Dân ta (bộ mới) nhưng đến năm 1965 cũng lại bị đóng cửa và từ 1967 Nguyễn Vỹ chỉ còn chủ trương tạp chí Phổ Thông mà thôi.
Vào ngày 4 tháng 2 năm 1971, ông qua đời do tại nạn xe hơi trên đoạn đường Tân An (thuộc tỉnh Long An) – Sài Gòn, hưởng dương 59 tuổi.

## Tác phẩm
- Tập thơ đầu – Premières poésies (thơ Việt và Pháp), Tác giả xuất bản, Hà Nội, 1934.
- Đứa con hoang (tiểu thuyết), Nhà xuất bản Minh Phương, Hà Nội, 1936.
- Grandeurs et Servitudes de Nguyễn Văn Nguyên (tập truyện ngắn Việt Nam bằng Pháp văn), Nhà xuất bản Đông Tây, Hà Nội, 1937.
- Kẻ thù là Nhật-Bản (luận đề chính trị), Nhà xuất bản Thanh Niên, Hà Nội, 1938.
- Cái họa Nhật-Bản (luận đề chính trị), Nhà xuất bản Thanh Niên, Hà Nội, 1938.
- Đứng trước thảm kịch Việt Pháp – Devant le drame Franco Vietnamien (luận đề chính trị bằng Việt và Pháp văn), Tác giả xuất bản, Đà Lạt, 1947.
- Hào quang Đức Phật (luận đề tôn giáo), Tác giả xuất bản, Đà Lạt, 1948.
- Thi sĩ Kì Phong (tiểu thuyết), 1938.
- Chiếc bóng (tiểu thuyết), Nhà xuất bản Cộng Lực, Hà Nội, 1941.
- Chiếc áo cưới màu hồng (tiểu thuyết), Nhà xuất bản Dân Ta, Sài Gòn, 1957.
- Người yêu của hoàng thượng (tiểu thuyết), Nhà xuất bản Minh Phương, Hà Nội, 1958.
- Giây bí rợ (tiểu thuyết), Nhà xuất bản Dân Ta, Sài Gòn, 1957.
- Hai thiêng liêng I (tiểu thuyết), Nhà xuất bản Dân Ta, Sài Gòn, 1957.
- Hai thiêng liêng II (tiểu thuyết), Nhà xuất bản Dân Ta, Sài Gòn, 1957.
- Hoang vu (thơ), Nhà xuất bản Phổ Thông, Sài Gòn, 1962.
- Mồ hôi nước mắt (tiểu thuyết), Nhà xuất bản Sống Mới, Sài Gòn, 1965.
- Những đàn bà lừng danh trong lịch sử (biên khảo), Nhà xuất bản Sống Mới, Sài Gòn, 1970.
- Tuấn, chàng trai nước Việt I
- Tuấn, chàng trai nước Việt II, (chứng tích thời đại), Nhà xuất bản Triêu Dương, Sài Gòn, 1970.
- Văn thi sĩ tiền chiến (ký ức văn học), Nhà xuất bản Khai Trí, Sài Gòn, 1970.
- Buồn muốn khóc lên (thơ), 1970.
- Mình ơi (văn hóa tổng quát), 1970.
- Thơ lên ruột (thơ trào phúng), 1971.

## Đánh giá
Bên cạnh những tập sách biên khảo có giá trị như Văn thi sĩ tiền chiến, Tuấn-chàng trai nước Việt… Nguyễn Vỹ còn viết nhiều bộ tiểu thuyết, nhưng được đánh giá là không thành công.
Riêng về thơ, ông nhận được nhiều lời khen chê. Trong Tập thơ đầu (1934), Nguyễn Vỹ có đăng vài bài theo lối 12 chân (alexandrins), một lối thơ mới trên thi đàn Việt Nam, nhưng không lạ gì đối với thi đàn phương Tây:
Đến ngày nay cảnh non sông đã phủ mấy lớp sương mù
Mà còn rên dưới rễ cỏ những vết hận lòng lai láng...
(Gửi một thi sĩ của nước tôi, Hà Nội báo, số 23, 1936)
Vì lẽ đó, Thế Lữ cho rằng ông có ý định toan lòe và bịp mọi người, còn Vũ Ngọc Phan thì viết: Với thời gian, không một ai có thể bị cám dỗ mãi về những cái tầm thường, chỉ cầu kỳ có bề mặt.
Giới thiệu Nguyễn Vỹ, Hoài Thanh và Hoài Chân cũng đã viết như sau:
Nguyễn Vỹ đã đến giữa làng thơ với chiêng trống, xập xoèng inh cả tai. Chúng ta đổ nhau xem. Nhưng chúng ta lại tưng hửng trở vào vì ngoài cái lối ăn mặc và những điệu bộ lố lăng, lúc đầu ta thấy con người ấy không có gì...
Chê bai, nhưng ngay sau đó hai ông cũng phải nhìn nhận:
Một bài như bài Sương rơi được rất nhiều người thích. Người ta thấy Nguyễn Vỹ đã sáng tạo ra một nhạc điệu riêng để diễn tả một cái gì đương rơi. Cái gì đó có thể là những giọt lệ... Nhưng Sương rơi còn có vẻ một bài văn. Gửi Trương Tửu mới thực là kiệt tác của Nguyễn Vỹ. Lời thơ thống thiết, uất ức, đủ dãi nỗi bi phẫn cho cả một hạng người..
Khác với các ý trên, Lan Khai trong báo Đông Phương, Phạm Huy Thông trong báo L’Annam nouveau (báo của Nguyễn Văn Vĩnh), Lê Tràng Kiều) trong Hà Nội báo (số 23, ngày 10 tháng 6 năm 1936) đều hết sức khen ngợi thơ Nguyễn Vỹ.
Ở Sài Gòn, trong quyển Hồn Thơ nước Việt thế kỷ XX tác giả Lam Giang đã nhận định như sau:
Phê bình Nguyễn Vỹ, Hoài Thanh phát biểu một ý kiến võ đoán: "Nguyễn Vỹ chí lớn mà tài nhỏ nên hay lập dị, chứ thật sự ít có thành tích văn chương". Tôi thiết tưởng cái công du nhập đầu tiên lối thơ nhạc vào thi đàn Việt Nam, giữa lúc rất nhiều người chỉ chăm lo đả kích Luật Đường, chứ chưa sáng tạo được một thể điệu gì mới, cũng đáng cho chúng ta nhìn tác giả với một nhãn quang nhiều thiện cảm hơn.
Năm 1962, tập thơ thứ nhì mang tên Hoang vu ra đời. Bình luận về tập thơ này, nhà văn Thiết Mai trong tờ Sáng dội miền Nam viết:
Nguyễn Vỹ đã nếm mùi tân khổ, gian lao...lại ở vào cảnh giao thời của hai thế hệ, trong tình trạng bi đát nhất của lịch sử nước nhà, nên Nguyễn Vỹ đã trở thành con người rắn rỏi, yếm thế...rồi đi đến tâm trạng căm hờn, biếm nhạo, khắt khe, chua chát...Nhưng lúc trở lại với bẩm tính vốn có, chúng ta thấy ông hiền dịu, đa tình, đa cảm, thiết tha với một đời sống êm đềm...
Về tài thơ, ta thấy thơ của ông được cấu tạo dễ dàng, không gò ép...Điều đáng chú ý là ông như muốn đưa những thể mới, có tác dụng gây xúc cảm, có âm điệu du dương, hợp tình để gợi tình và tả chân mạnh hơn. Thể mới ấy được thấy trong các bài thơ: Sương rơi, Mưa rào, Tiếng chuông chùa...
Về ý thơ, Nguyễn Vỹ đã có nhiều ý tưởng, nhiều câu văn táo bạo (Hai người điên, Hai con chó, Trăng, Chó, Tù, Đêm trinh...). Điều này khiến thơ của ông thoát ra khỏi lối thường tình, cổ điển và cũng chứng tỏ ông là con người có nội tâm cứng rắn, thành thật, dám biểu lộ tâm tư mình bằng những hình ảnh thiết thực do lòng mình suy tưởng...
Đề cập đến Nguyễn Vỹ, trong Việt Nam thi nhân tiền chiến (Quyển Thượng) có đoạn:
Nguyễn Vỹ góp mặt vào làng thơ tiền chiến từ năm 1934, thời kỳ thơ mới đang hồi phát triển mạnh mẽ. Trong giai đoạn này, phần đông thi sĩ thường đem khung cảnh lãng mạn, chuyện tình ái vào thi ca...Nhưng với Nguyễn Vỹ, có thể nói nhà thơ không lấy tình yêu làm đối tượng, vì thế thơ ông có một đường nét độc đáo riêng biệt.
Đọc Nguyễn Vỹ, người ta cảm nhận những điều mỉa mai, chua chát...là sự tức tối như muốn phá vỡ cái gì trong hiện tại đang bị dồn ép, uất ức để nói lên nỗi thống khổ của kiếp người...
Thời tiền chiến, thân phận Nguyễn Vỹ đã thế, nhưng với ý chí phục vụ văn nghệ, trung thành đường hướng vạch sẵn, ông, một nhà thơ từng chịu nhiều cam go trên đường tạo lập văn nghiệp, đã kiên trì xây dựng lại Trường thơ Bạch Nga trong bán nguyệt san Phổ Thông từ Trung thu năm 1962 và được nhiều bạn đọc hưởng ứng, chứng tỏ lời nói trước kia của Lê tràng Kiều là đúng: "Người ta công kích ta, chỉ chứng tỏ là ta sống". Vậy, Nguyễn Vỹ ngày nay hãy yên ổn với trường phái của mình."
Nguyễn Vỹ là một nhà thơ có thực tài. Ông có cái nhìn thường xuyên vào thực trạng xã hội, theo dõi những màu sắc biến đổi của nhịp sống dân tộc đã chịu nhiều thảm họa; hòa lẫn vào đấy là tình thương yêu đồng loại. Tiếng thơ của Nguyễn Vỹ là tiếng nói chân thành phát xuất tự con người còn nghĩ đến quê hương.

## Sách tham khảo
- Hoài Thanh-Hoài Chân, Thi nhân Việt Nam. Nhà xuất bản Văn học in lại năm 1988.
- Vũ Ngọc Phan, Nhà Văn hiện đại (tập hai) Nhà xuất bản KH-XH, 1989.
- Nguyễn Vỹ, Văn Thi sĩ tiền chiến. Nhà xuất bản. Văn Học in lại năm 2007.
- Nguyễn Tấn Long-Nguyễn Hữu Trọng, Việt Nam thi nhân tiền chiến (Quyển thượng). Nhà xuất bản. Sống Mới, Sài Gòn, 1968.
- Từ điển Tác gia Văn hóa Việt Nam. Nhà xuất bản VH-TT, 1998.
- Từ điển Văn học (bộ mới). Nhà xuất bản Thế giới, 2004.